# Dăbravite, Pazardjik
Dăbravite (în bulgară Дъбравите) este un sat în comuna Belovo, regiunea Pazardjik,  Bulgaria. 

## Demografie
Componența etnică a satului Dăbravite
     Bulgari (97,99%)
     Nicio identificare (1%)
     Altele (1%)
La recensământul din 2011, populația satului Dăbravite era de 499 locuitori. Din punct de vedere etnic, majoritatea locuitorilor (97,99%) erau bulgari. Pentru 1,0% din locuitori nu este cunoscută apartenența etnică.